# Желудочный сок
Желудочный сок — сложный по составу пищеварительный сок, вырабатываемый различными клетками слизистой оболочки желудка.

## Главные компоненты желудочного сока

Модель молекулы хлороводорода, водный раствор которого образует соляную кислоту

Структура бикарбоната

### Соляная кислота
Париетальные клетки фундальных желёз желудка секретируют соляную кислоту — важнейшую составляющую желудочного сока. Основные её функции: поддержание определённого уровня кислотности в желудке, обеспечивающего превращение пепсиногена в пепсин, препятствование проникновению в организм болезнетворных бактерий и микробов, способствование набуханию белковых компонентов пищи, её гидролиз, стимулирует выработку секрета поджелудочной железы.
Соляная кислота, продуцируемая париетальными клетками, имеет постоянную концентрацию: 160 ммоль/л (0,3–0,5%).

### Бикарбонаты
Бикарбонаты НСО3− необходимы для нейтрализации соляной кислоты у поверхности слизистой оболочки желудка и двенадцатиперстной кишки в целях защиты слизистой от воздействия кислоты. Продуцируются поверхностными добавочными (мукоидными) клетками. Концентрация бикарбонатов в желудочном соке — 45 ммоль/л.

### Пепсиноген и пепсин
Пепсин является основным ферментом, с помощью которого происходит расщепление белков. Существует несколько изоформ пепсина, каждая из которых воздействует на свой класс белков. Пепсины получаются из пепсиногенов, когда последние попадают в среду с определённой кислотностью. За продукцию пепсиногенов в желудке отвечают главные клетки фундальных желёз.

### Слизь
Слизь — важнейший фактор защиты слизистой оболочки желудка. Слизь формирует несмешивающийся слой геля, толщиной около 0,6 мм, концентрирующий бикарбонаты, которые нейтрализуют кислоту и, тем самым, защищают слизистую оболочку от повреждающего действия соляной кислоты и пепсина. Продуцируется поверхностными добавочными клетками.

### Внутренний фактор
Внутренний фактор (фактор Касла) — фермент, переводящий неактивную форму витамина B12, поступающую с пищей, в активную, усваиваемую. Секретируется париетальными клетками фундальных желёз желудка.

## Химический состав желудочного сока
Основные химические компоненты желудочного сока:
- вода (995 г/л);
- хлориды (5–6 г/л);
- сульфаты (10 мг/л);
- фосфаты (10–60 мг/л);
- гидрокарбонаты (0–1,2 г/л) натрия, калия, кальция, магния;
- аммиак (20–80 мг/л)
- азотсодержащие вещества (мочевина, мочевая и молочная кислота, полипептиды) — 200–500 мг/л
- белок — 3 г/л
- мукоиды — 15 г/л

## Объём продукции желудочного сока
За сутки в желудке взрослого человека вырабатывается около 2 л желудочного сока.
Базальная (то есть в состоянии покоя, не стимулированная пищей, химическим стимуляторами и т. п.) секреция у мужчин составляет (у женщин на 25–30 % меньше):
- желудочного сока — 80–100 мл/ч;
- соляной кислоты — 2,5–5,0 ммоль/ч;
- пепсина — 20–35 мг/ч.

Максимальная продукция соляной кислоты у мужчин 22–29 ммоль/ч, у женщин — 16–21 ммоль/ч.

## Физические свойства желудочного сока
Желудочный сок практически бесцветен и не имеет запаха. Зеленоватый или желтоватый цвет показывает на наличие примесей жёлчи и патологического дуодено-гастрального рефлюкса. Красный или коричневый оттенок может быть из-за примесей крови. Неприятный гнилостный запах обычно является следствием серьёзных проблем с эвакуацией желудочного содержимого в кишечник. В норме в желудочном соке имеется лишь небольшое количество слизи. Заметное количество слизи в желудочном соке говорит о воспалении слизистой желудка.

## Исследование желудочного сока
Исследование кислотности желудочного сока проводят с помощью внутрижелудочной pH-метрии. Распространённое ранее фракционное зондирование, в процессе которого желудочный сок предварительно откачивался желудочным или дуоденальным зондом, сегодня имеет не более, чем историческое значение.